# Blaise Castle House

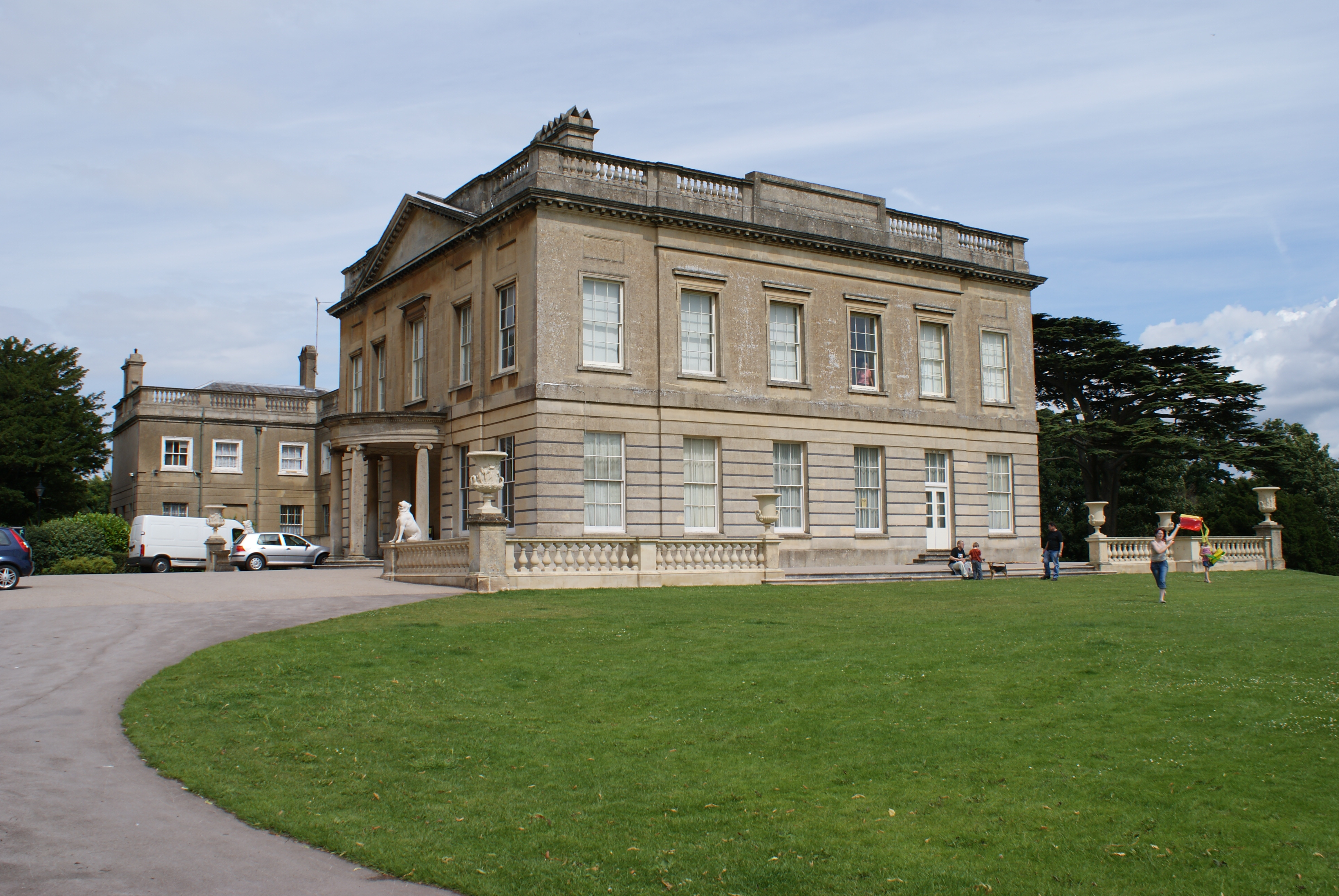
Fachada de Blaise Castle House.

Blaise Castle House é um palácio inglês do século XVIII, construído no interior de uma propriedade (Blaise Castle) nas proximidades de Henbury, Bristol (antigamente no Gloucestershire).

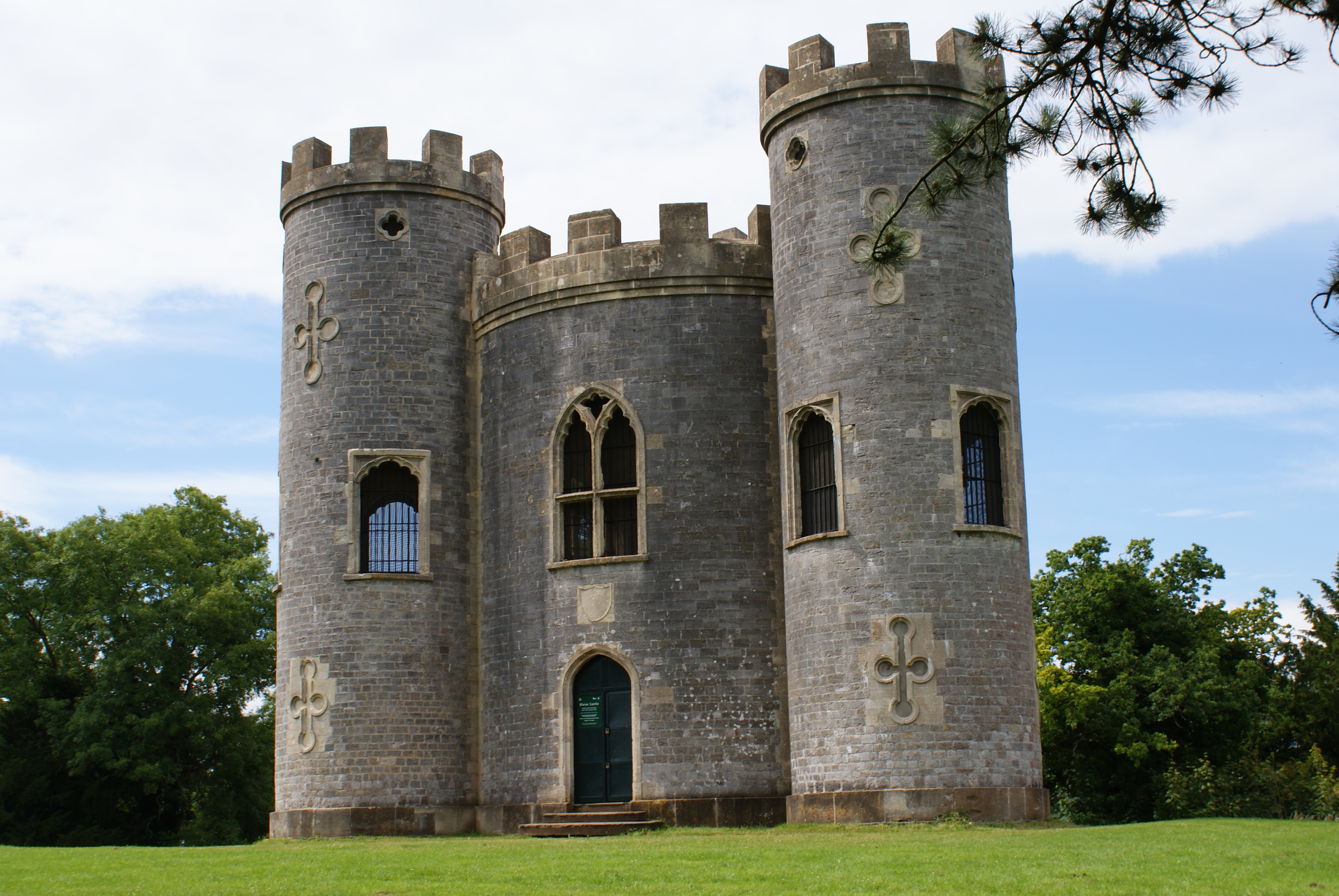
Fachada do castelo fingido.

A propriedade de Blaise Castle foi imortalizada por ser descrita como "o mais agradável lugar na Inglaterra" na novela Northanger Abbey de Jane Austen (no entanto, um sentimento não necessariamente partilhado pela autora).

## História inicial
Fragmentos de pedra mostram que a Propriedade de Blaise Castle foi, provavelmente, habitada de início por agricultores neolíticos. Existem evidências mais definitivas de actividade durante a Idade do Bronze, a Idade do Ferro e o período romano, através de inconfundíveis fortes na área e de outros achados arqueológicos. O valor desta paisagem histórica foi reconhecido quando se tornou num Monumento Antigo Classificado, em 1982.
Depois da invasão anglo-saxónica e da subsequente conversão ao Cristianismo, a terra foi concedida ao Bispo de Worcester como parte do Reino de Mércia. Durante esta época a propriedade passou a estar ligada a São Brás, cuja associação se mantém no seu nome.

## Blaise Castle House

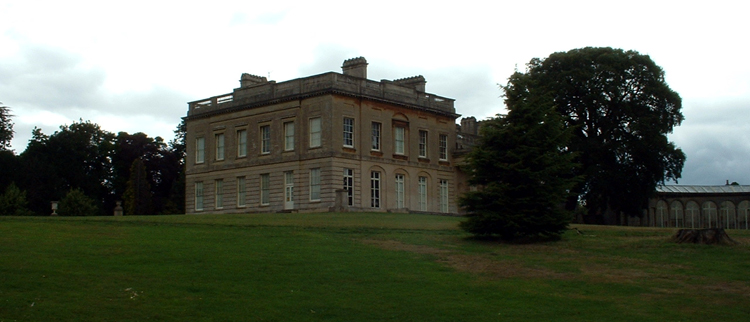
Vista geral de Blaise Castle House.

John Scandrett Harford, um rico mercador e banqueiro de Bristol, mandou construir Blaise Castle House, entre 1796 e 1798, segundo um desenho de William Paty. Este edifício está, actualmente, classificado com o Grade II da classificação atribuída aos edifícios britânicos notáveis. John Nash acrescentou uma estufa cerca de 1805-1806, e em 1832-1833 C.R. Cockerell desenhou a Sala de Pintura, a qual acolhe na actualidade uma refinada colecção de pinturas do Bristol City Museum and Art Gallery (Museu e Galeria de Arte da Cidade de Bristol). Harford também mandou construir, cerca de 1811, a Blaise Hamlet (aldeia de Blaise), para alojar criados e arrendatários, segundo desenhos de Nash e George Repton.
Blaise Castle House é um ramo do Bristol City Museum and Art Gallery desde 1949, exibindo actualmente uma colecção relacionada com numerosos elementos domésticos em complemento à decoração interior do seu período.

## O castelo
Numa colina por cima do desfiladeiro fica um castelo fingido com vista para Bristol, Avonmouth e Avon Gorge, chegando mesmo a alcançar Gales do Sul nos dias claros. O arquitecto foi Robert Mylne e a data de construção 1766; acredita-se agora que o desenho e a escolha do castelo em estilo gótico podem ter tido conotações políticas. Apesar de referido como um edifício de jardim, foi habitado até ao século XX, com sumptuosas decorações interiores. Está, igualmente, listado com o Grau II.

## A propriedade

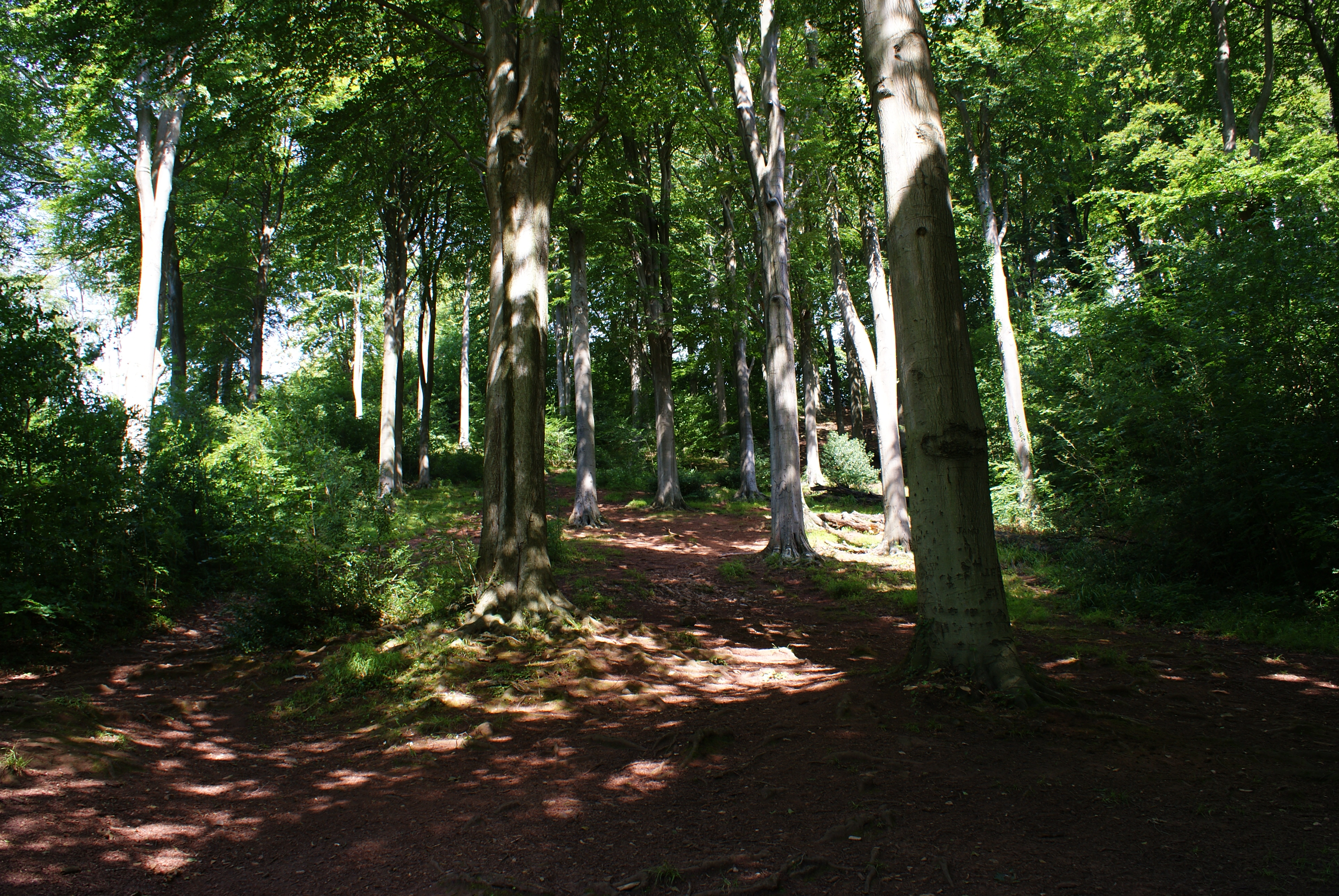
Bosques da propriedade de Blaise Castle.

O castelo e os seus 650 acres (2,6 km²) de parque estão, actualmente, abertos ao público(o edifício de jardim abre nas tardes de Domingo) e inclui instalações modernas para os visitantes e um parque de estacionamento.
Os campos foram esquematizados por Humphry Repton (1752–1818), um proeminente jardineiro paisagista. Partes dos desenhos de Repton ainda existem, nomeadamente o impressionante caminho de carruagens, o qual serpenteia a partir do palácio. O arquitecto da Regência John Nash foi responsável pela adição da estufa.

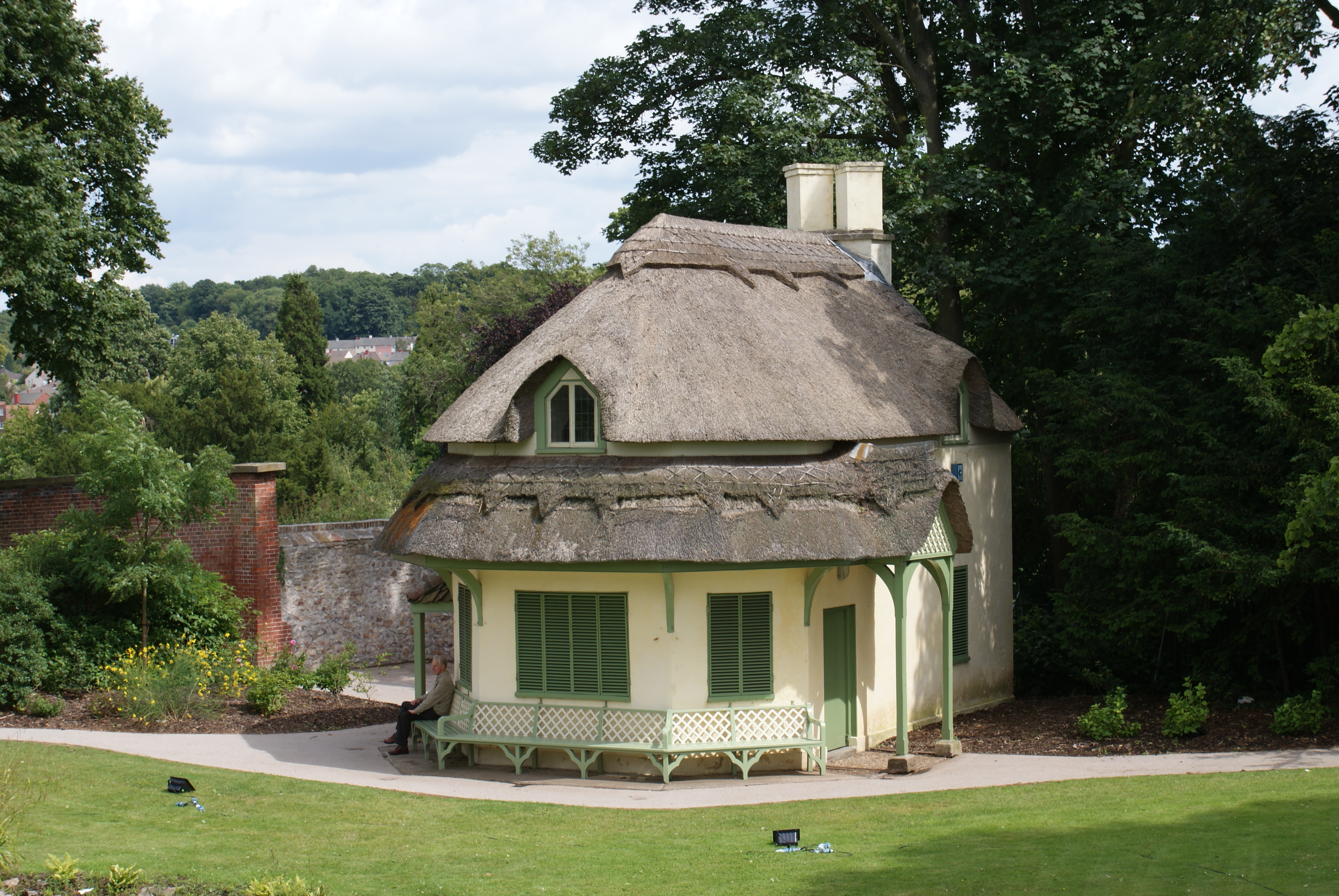
A velha leitaria da propriedade de Blaise Castle.

Os campos, que estão abertos ao público sem encargos, incluem um desfiladeiro cortado pelo Riacho Hazel através do calcário de Bristol. O desfiladeiro apresenta uma selecção de impressionantes paisagens, incluindo a Goram's Chair (Cadeira de Goram), um afloramento calcário frequentemente usado por alpinistas, e a Lover's Leap (Pulo dos Amantes), um lugar com vistas panorâmicas. O Stratford Mill (Moinho de Stratford) foi reerguido dentro do desfiladeiro depois de o Chew Valley Lake (Lago do Vale Chew) ser inundado para formar um reservatório. Em 2004 começou um programa de renovações que incluiu o moinho, estabilização de lagos e caminhos da propriedade. No extremo Sul do desfiladeiro, o Riacho Hazel junta-se ao Rio Trym, o qual continua a fluir através de Sea Mills, um subúrbio de Bristol.